# 赤城神社 (前橋市富士見町横室)
赤城神社（あかぎじんじゃ）は、群馬県前橋市富士見町横室にある神社。旧社格は郷社。十二山の頂上に社殿が鎮座する。

## 概要
由緒は不詳だが、大洞赤城神社の里宮として創建され、前橋城の鬼門鎮護として大洞赤城神社とともに前橋城主の崇敬を受けたという。明治5年（1872年）郷社に列せられる。
祭神は豊城入彦命、大山祇命、大己貴命、大日孁命、誉田別命、市杵島姫命、木花咲耶姫命、経津主命、奥津彦命、保食命、素戔嗚命、奥津姫命、建御名方命、竜田姫命、火結命。
境内に竪穴式石室の痕跡や環状に配された河原石が残存し、大刀や耳環などの遺物が出土したことから古墳が存在したとみられている。上毛古墳綜覧未登録。

## 十二山

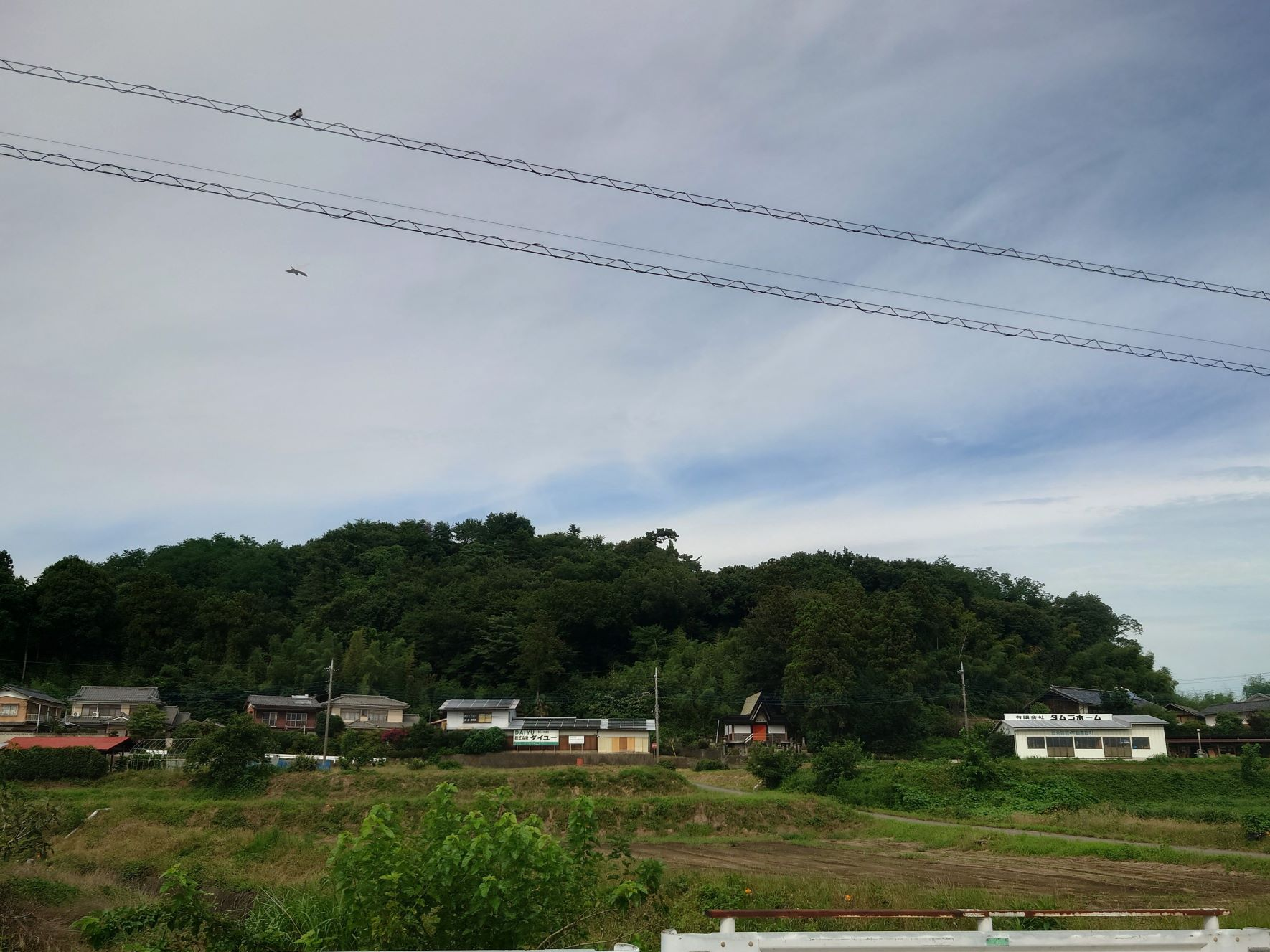
南西から撮影した十二山

十二山（じゅうにやま）は、群馬県前橋市富士見町横室から富士見町引田にまたがる丘陵。別名国見ヶ岳または国見ヶ岡。標高300メートル。ツツジの名所として知られ、郷土かるた『富士見かるた』では「つつじは赤城と十二山」としてうたわれている。
山の神である十二様（大山祇神）を祭祀したことに由来する地名と考えられる。江戸時代の『前橋風土記』では山上に十二天を祀ることに由来すると記述されている。前橋城築城に際しては十二山から石材を採取したとの伝説がある。
山上には万延元年建立の千庚申、中腹には風佛様と呼ばれる五輪塔が存在し、西南麓に馬頭観音が所在する。馬頭観音は地芝居の舞台跡という。
南麓に直径35ｍの円墳、初室古墳（上毛古墳綜覧第7号墳）が位置する。横穴式石室を有するが盗掘を受けている。